# Видеокамера

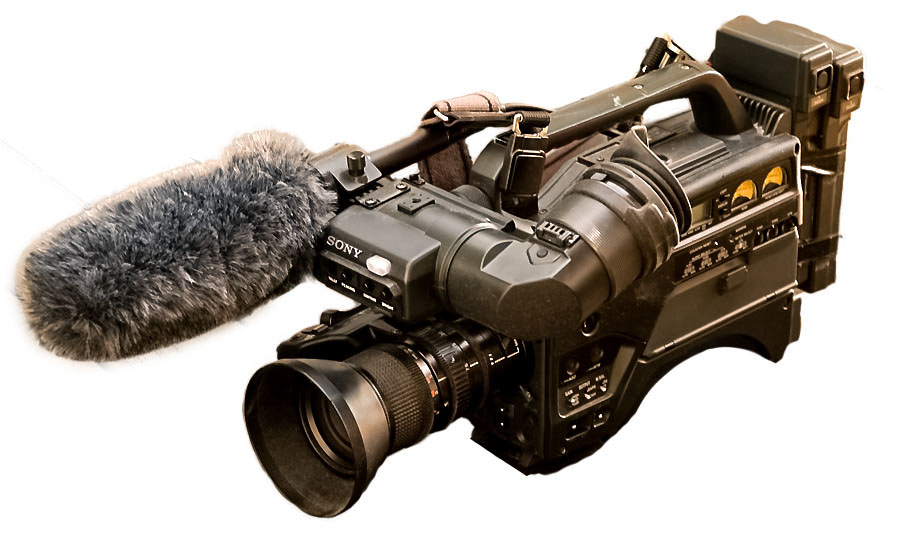
Видеокамера Sony EVW-300

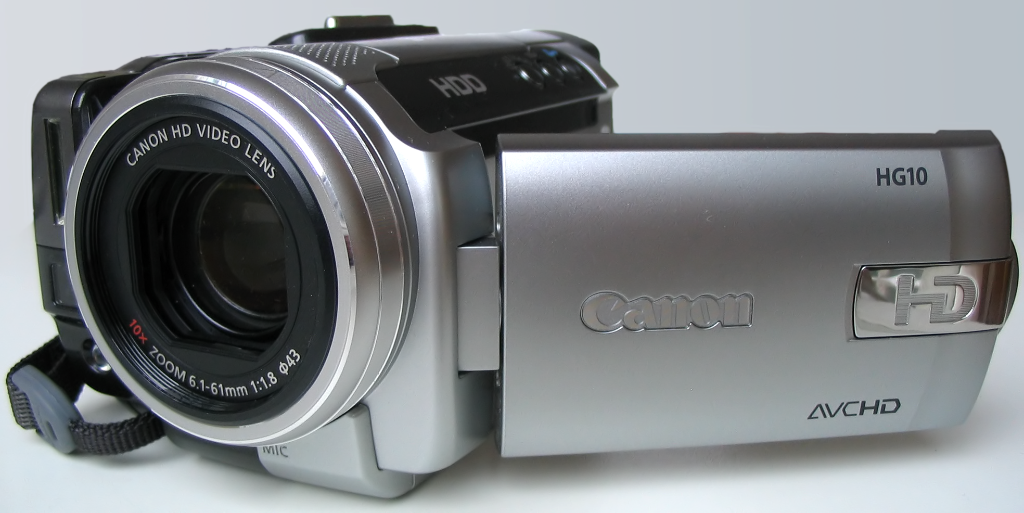
Видеокамера Canon HG10

Видеока́мера — комбинация телевизионной передающей камеры и устройства для видеозаписи. Впоследствии слово «видеокамера» практически вытеснило слова «телевизионная камера» и «телекамера» (ТВ-камера), заменив их. Впервые слово «видеокамера» стало использоваться применительно к миниатюрным ручным телекамерам, предназначенным для записи домашнего видео на бытовой видеомагнитофон. После появления комбинации передающей ТВ-камеры и видеомагнитофона — камкордеров (англ. camcorder производное от camera/recorder), предназначенных для тележурналистики (англ. ENG — electronic news gathering), слово «видеокамера» вошло и в профессиональный обиход.

## История
Первые телевизионные камеры использовали механическое устройство для сканирования изображения — диск Нипкова; они применялись в экспериментальных телевизионных передачах с 1910 по 1930 годы. После 1930-х годов систему Нипкова вытеснили полностью электронные конструкции на основе передающих телевизионных трубок, например, иконоскопа Владимира Зворыкина или диссектора Фило Фарнсуорта. Они широко использовались до 1980-х годов, пока их не начали вытеснять камеры с твердотельными датчиками изображения, на основе приборов с зарядовой связью или КМОП-матриц. Твердотельные датчики изображения позволили избавиться от известных проблем передающих трубок, например, выгорания светочувствительной мишени, а также позволили реализовать технологию цифрового видео.
Основой твердотельных датчиков изображения является технология металл-оксид-полупроводник (МОП), которая берет своё начало от изобретения МОП-транзисторов в лабораториях Белла в 1959 году. Её создание привело к разработке полупроводниковых датчиков изображения, включая ПЗС-матрицы, а затем КМОП-матрицы с активными пикселями. Первым полупроводниковым датчиком изображения было устройство с зарядовой связью, изобретённое в лабораториях Белла в 1969 году на базе конденсаторных МОП структур. В 1985 году в компании Olympus был изобретён N-МОП датчик с активными пикселями, что привело к разработке в 1993 году в Лаборатории реактивного движения КМОП датчика с активными пикселями.
Созданию цифровых видеокамер также способствовали достижения в области сжатия видео, поскольку высокие требования, предъявляемые к объёмам памяти и пропускной способности каналов, делали работу с несжатым видео не реалистичной. Наиболее важным алгоритмом сжатия в этом отношении является дискретное косинусное преобразование (ДКП), метод сжатия с потерями, который впервые был предложен в 1972 году. Появление реальных цифровых видеокамер стало возможно благодаря ДКП-стандартам сжатия видео, включая стандарты кодирования видео H.26x и MPEG, введённые с 1988 года.
Переход на цифровое телевидение дал толчок развитию цифровых видеокамер. К началу XXI века большинство видеокамер были цифровыми. С появлением цифрового захвата видео различие между профессиональными видеокамерами и кинокамерами исчезло, так как скачковый механизм остался тем же. В настоящее время камеры среднего диапазона, используемые исключительно для телевидения и других работ (кроме фильмов), называются профессиональными видеокамерами.

## Телевизионная камера
Передаю́щая телевизио́нная ка́мера — съёмочная камера, предназначенная для передачи движущегося изображения на расстояние путём его преобразования в телевизионный видеосигнал или цифровой поток видеоданных.
Видеосигнал может передаваться по радио, кабельным сетям или по сети интернет, а также записываться на аналоговом или цифровом носителе для последующего воспроизведения. В течение многих лет основным форматом хранения видеозаписи была видеокассета, но постепенно вытеснялась оптическим диском, жёстким диском, а затем флеш-памятью.
Простейшие цифровые телекамеры используются в современных системах видеонаблюдения и для видеоконференций по сети Интернет. В последнем случае эти устройства называются Web-камерами и применяются также для непрерывной передачи видео из труднодоступных мест.

## Устройство
Современные видеокамеры являются компактными устройствами, сочетающими в себе объектив, устройство, формирующее видеосигнал или цифровой видеопоток, устройство для получения звукового сигнала (микрофон и усилитель) и устройство для сохранения видео- и звуковых данных, преимущественно на неподвижном носителе. Также видеокамера оснащается электронным видоискателем, представляющим собой компактный видеомонитор. Профессиональные видеокамеры кроме видеосигнала и звука записывают временной код, позволяющий впоследствии синхронизировать изображение с нескольких камер и звук.
Большинство современных цифровых фотоаппаратов сочетают в себе функции видеокамеры, позволяя сохранять на карте памяти видеофайлы, в том числе высокой чёткости. Также видеокамерами оснащаются все современные сотовые телефоны.
Видеокамеры, специально спроектированные для получения изображения кинематографического качества в стандартах цифрового кино, называются цифровыми кинокамерами и являются отдельным классом устройств.

## Типы видеокамер
Видеокамеры делятся на три основные категории:
- бытовые:

обладают небольшим весом, компактностью и простым управлением, что позволяет пользоваться ими любому человеку, не обладающему профессиональными навыками съёмки;
- профессиональные:

камеры для профессионального использования на телевидении и в цифровом кинематографе, обычно значительного веса, от портативных, до устанавливаемых стационарно;
- специальные:

узкоспециализированные, например медицинские видеокамеры (используемые в эндоскопии и других областях) или камеры видеонаблюдения. Как правило, имеют предельно упрощенную конструкцию и миниатюрные габариты;

### По разрешению
- Стандартной чёткости (SD, Standard Definition):
  - для аналоговых видеокамер: 576 строк при 25 fps (PAL) или 480 строк при 30 fps (NTSC);
  - для цифровых видеокамер: 720x576 точек при 25 fps и 720x480 точек при 30 fps.[источник не указан 1916 дней]
- Высокой чёткости (HD, High Definition):
  - HD Ready: 720 строк (1280x720 точек);
  - Full HD: 1080 строк (1920x1080 точек);

Некоторые типы видеокамер могут использоваться для съёмки цифрового кино, но кинематографические стандарты разрешения 2К, 4K и другие, поддерживают только цифровые кинокамеры.

### По формату носителя данных
Аналоговые видеокамеры:
- Betacam SP/Betacam SX
- Hi8
- VHS-C
- S-VHS-C
- Video8

Цифровые видеокамеры с аналоговыми носителями:
- Digital 8

Цифровые видеокамеры с цифровыми носителями:
- Blu-ray
- Blu-ray/HDD
- CDCAM
- DVD
- DVD/HDD
- Флеш-память (встроенная или добавляемая)
- HDD
- HDV
- MICROMV
- MiniDV/DVCAM
- P2HD
- XDCAM

### По формату записи данных
- DV (серия форматов ЦВК на аналоговых носителях);
- MPEG-2 (для flash-памяти, HDD и DVD дисков);
- формат AVCHD (кодек H.264 / AVC / MPEG-4 Part 10 для носителей данных HD DVD и Blu-ray Disc).

### По количеству матриц
- трёхматричные;
- четырёхматричные;
- одноматричные;

### Аксессуары
- Видеокамеры, наравне с встроенными микрофонами, могут иметь гнёзда для подключения внешних устройств.
- Интерфейсы передачи данных: аналоговые (S-Video) и цифровые (USB, FireWire/IEEE 1394/i-Link, HDMI).
- Штатив для видеокамеры.
- Операторская тележка.
- Операторский кран
- Стэдикам
- Осветительное оборудование.
- Светофильтры.